# Identitet
«Identitet» — пісня албанських співаків Адріана Лулгюрая та Бледара Сейко, з якою вони представляли Албанію на пісенному конкурсі Євробачення 2013 у Мальме. Пісня була виконана 16 травня в другому півфіналі, але до фіналу не пройшла.